# Lyng
|  | Denne artikel handler om planteslægten lyng (Erica). Hedelyng, som tilhører en anden slægt, kaldes også ofte bare lyng. |
Lyng (Erica) er en stor slægt med henved 700 arter. Ca. 600 af arterne hører hjemme i Sydafrika, og de kaldes ofte Kap-Lyng. De øvrige ca. 70 arter kommer fra andre dele af Afrika, Middelhavsområdet og det øvrige Europa. Slægtens medlemmer er vintergrønne eller stedsegrønne dværgbuske med nåleformede blade. Blomsterne er som regel nikkende, og de sidder enten enkeltvis i bladhjørnerne eller i endestillede stande. De er 4-tallige og krukkeformede. Frugterne er kapsler med mange frø. 
| Vildtvoksende, danske arter |

- Klokkelyng (Erica tetralix)

| Dyrkede arter |

- Trælyng (Erica arborea) eller "Bruyère"
- Vårlyng (Erica carnea) (synonym: Erica herbacea)
- Grålyng (Erica cinerea)
- Stuelyng (Erica gracilis)
- Høstlyng (Erica vagans)

| Andre arter |

| - Erica abietina - Erica australis (sydlig lyng) - Erica baccans - Erica baueri - Erica canaliculata - Erica cerinthoides - Erica ciliaris - Erica cruenta - Erica curviflora - Erica diosmifolia - Erica doliiformis - Erica equisetifolia - Erica erigena (middelhavslyng) - Erica fervida - Erica glandulosa | - Erica glauca - Erica hebecalyx - Erica hirta - Erica holosericea - Erica laeta - Erica lusitanica - Erica mackayana - Erica mammosa - Erica manipuliflora - Erica multiflora - Erica nana - Erica pageana - Erica patersonia - Erica perspicua - Erica peziza | - Erica pillansii - Erica pinea - Erica quadrangularis - Erica regia - Erica scoparia - Erica sitiens - Erica spiculifolia (akslyng) - Erica taxifolia - Erica terminalis (korsikansk lyng) - Erica totta - Erica umbellata - Erica versicolor - Erica vestita - Erica viridescens |

| Hybrider |

- Vinterlyng (Erica x hiemalis)
- Erica × darleyensis
- Erica × stuartii
- Erica × veitchii
- Erica × watsonii
- Erica × williamsii[1]

Note
1. ↑  "GRIN: Species Records of Erica". Arkiveret fra originalen 13. oktober 2008. Hentet 2. februar 2009.